# Сукума
Суку́ма (васукума) — народ групи банту в Танзанії, живе в саванах південного узбережжя між озерами Вікторія та Руква, місцевості Шиньянга та долині Серенгеті, незначними групами в містах Танзанії у історичній області Усукума («країна сукума»). 88 % народу сукума проживає на своїй історичній етнічній території (див. [Архівовано 24 квітня 2008 у Wayback Machine.]).

## Чисельність і мова

### Чисельність
Щодо чисельності народу сукума дані суперечливі. У «Народах світу» (М, 1988) названо число — бл. 1,1 млн осіб. За даними західних науковців чисельність сукума може сягати 5 млн осіб (1993), і ця етнічна група становить 12,6 % населення країни (1971) — див.. За іншими даними 3 млн чоловік (Orville Boyd Jenkins) або 3,2 млн осіб (Johnstone and Mandryk, 2001) -див.. Однозначно одне — сукума є чисельно найбільшою етнічною групою Танзанії.

### Мова
Мова народу сукума — кісукума (ґве) належить до мов банту ніґеро-кордафанської (конґо-кордофанської мовної родини). Настільки близька мові ньямвезі (84 % лексичної спорідненості), що діалекти — власне сукума, кія та ґве є перехідними з мовою ньямвезі (див. [Архівовано 24 квітня 2008 у Wayback Machine.]). Також лексічна спорідненість з мовами ньятуру і сумбва (в межах 60 %). Мова писемна (Біблію перекладено у 1960 році).

## Історія

### Рання етнічна історія (до зустрічі з європейцями)
Історично пращури народу сукума є частиною бантумовних мігрантів (ранні банту) 1-го тисячоліття н. е. Сучасні землі сукума зайняли близько 1300 р.

Король вождівства Букумбі (1900-ті роки)

 Етнічна консолідація у сукума відбулася на початку XVII століття, коли вождівства (королівства) сукума являли значну потугу. У цей час сукума торгують з сусідніми ранньо-державними утвореннями, такими як Баґанда (сучасна Уганда), а на початку XIX століття навіть з арабами і суахілі Занзібару.

### Початок контактів з європейцями і німецька колонізація
Перший зв'язок сукума з європейцями датується 1857-м роком під час подорожі Дж. Ханнінґ Спека (John Hanning Speke) до озера Вікторія. У 1870-ті роки сукума навідував відомий шотландський мандрівник і натурознавець Девід Лівінгстон. Після цього в межах володінь сукума з'являються християнські місії англійської анґліканської і французької католицької церков.
Наприкінці 19-го століття землі сукума колонізували німці. Чиновник Німецької Східно-Африканської торговельної Компанії (German East African Company) Карл Петерс (Carl Peters) виявився тим, хто одним з перших зрозумів усі вигоди загарбання цих земель. Так з'явилось німецьке володіння у Східній Африці Танганьїка. Німці чинили утиски місцевого населення, тому частими серед місцевих народів, в тому числі і сукума, були народні повстання проти колонізаторів. Внаслідок програшу Першої світової війни Німеччина втратила Німецьку Східну Африку; її як Танганьїку до складу своїх східноафриканських володінь (Уганда, Кенія) у 1918-му році включила Британія.

### Розвиток за британської влади і утворення незалежної Танзанії
У подальшому сукума разом з іншими народами сучасної Танзанії не раз повставали проти британських колонізаторів. На початку 1950-х років ряд сільсько-господарських кооперативів на чолі з Джуліусом Ньєрере об'єдналися в партійну організацію ТАНУ (TANU — Tanganyika African National Union), девізом якої став вигук «uhuru na umoja» (мовою суахілі «свобода і єдність»).
У 1961 році Танґаньїка здобуває незалежність (як і більшість африканських держав у мирний, але з окремими сутичками, спосіб), і лідер ТАНУ стає першим президентом країни.
У 1963 році утворено Танзанію в результаті приєднання до Танганьїки Занзібару.

### Сучасна історія (після набуття Танзанією незалежності)
За незалежності народи Танзанії, в тому числі і сукума, пройшли шлях від зближення з СРСР і соціалізму (офіційно його будівництво було оголошено у 1967 році) до перших багатопартійних виборів у жовтні 1995 року, коли на вибрах переміг ставленик все тієї ж чільної політичної партії президент Бенджамін Мкапа (лишався президентом до 2005 року).
Лише в 1990-х роках відбулися економічні перетворення в бік вільного ринку і капіталізму, проте й нині (2010-ті) за класифікацією ООН Танзанія — одна з найменш розвинених країн. В культурній сфері усі керівники Танзанії послідовно впроваджували суахілізацію, можливо завдяки й цьому в країні, де проживає 120 різних етнічних груп, значних міжнаціональних сутичок не було. Будучи достатньо великим народом, представникам сукума вдається зберігати свої національну ідентичність і мову.

## Культура

### Господарство, традиційне управління і матеріальна культура
Традиційні заняття сукума — підсічне землеробство (сорго, просо, кукурудза). Значну роль в господарстві відіграє тваринництво (зебу, кози, вівці). Раніше популярними були мисливство. Серед сукума багато рибалок. Розвинуті ремесла — ковальство, деревообробка у чоловіків, гончарство — у жінок.

Знахар «очищає» землю від злих духів перед початком танців

Традиційна форма організації влади — вождівство, що поєднувало родові групи. Члени родини перебували у великій залежності від родової групи. У сукума існували (і існують досі) вікові класи і таємні союзи. У суспільстві значну роль відігравали і відіграють дотепер знахарі. У сучасній Танзінії у лікарській практиці поширено поєднання знань наукової і народної медицини
Традиційні поселення — великі і компактні, зазвичай обнесені тином. Житло сукума — мсонґе — хатина, часто круглої форми, з трав'яним конічним дахом. Одяг — накидки зі шкур і лика. Святкове вбрання дуже яскраве, доповнене численними прикрасами і окрашуванням тіла (переважно обличчя і ноги).

### Вірування, духовна культура і фольклор

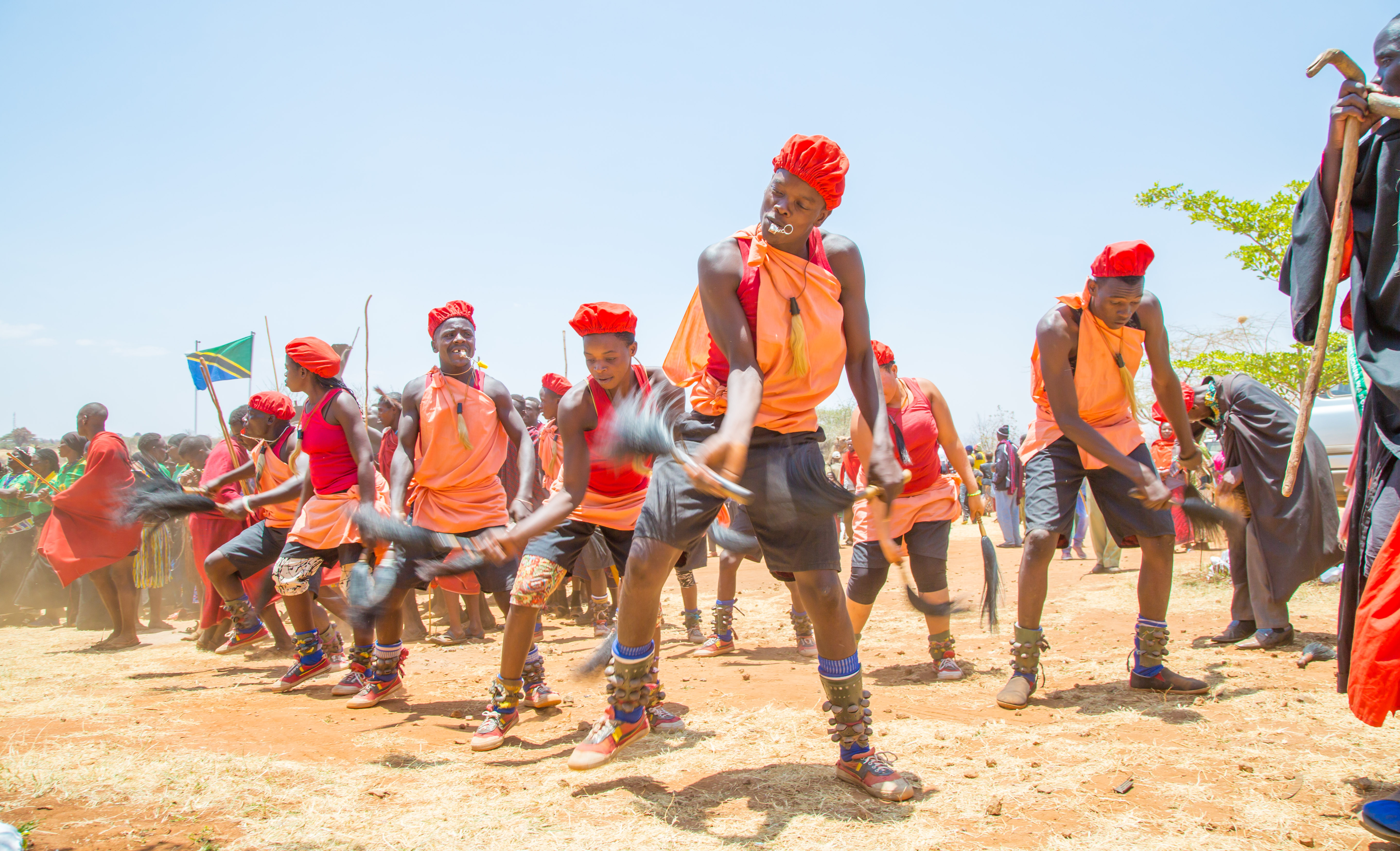
Традиційні танці сукума, вересень 2016 року

Сукума дотримуються традиційних вірувань (зокрема, культ предків). Ані християнство, занесене західними місіонерами, ані іслам від арабських торговців, значного поширення не набули.
У сукума розвинуте гончарне мистецтво (ритуальні фігурки з гліни), своєрідний усний фольклор (див. [Архівовано 16 лютого 2008 у Wayback Machine.]).
Найвищого розвитку сукума досягли у танцювальному мистецтві. Кількість танців сукума дуже велика. На всю Східну Африку (і навіть широко у світі) відомі сукума-танцюристи. У сукума є декілька танцювальних спілок (на зразок шкіл), найвідоміші — Баґіка і Баґалу, які постійно змагаються у майстерності, час від час влаштовуючи турніри (див.).